# 316
سنة 316 م (بالأرقام الرومانية: CCCXVI) كانت سنة كبيسة تبدأ يوم الأحد (الرابط يظهر نموذج الجدول الزمني الكامل للسنة) من التقويم اليولياني. بدأت تسمية السنة ب316 منذ العصور الوسطى المبكرة، عندما أصبح تقويم أنو دوميني هو الأسلوب السائد في أوروبا لتسمية السنوات.

## مواليد
- مارتين التوروزي

## وفيات
- متياس بليز